# آق‌سای (داغستان)
آق‌سای (به لاتین: Aksay) یک منطقهٔ مسکونی در روسیه است که در خاساویورت واقع شده‌است.